# Nepričakovan konec poletja
Nepričakovan konec poletja (izvirno japonsko Natsu no niwa) je roman japonske pisateljice Kazumi Yumoto. V slovenščino ga je prevedla Nina Golob leta 2009.

## Vsebina
V knjigi spoznamo tri dvanajstletnike, ki so neločljivi prijatelji, Yamashita, Kawabe in Kiyama. So tik pred zaključkom nižje osnovne šole. Yamashitu je umrla babica in ob tem sta se Kawabe in Kiyama zavedla, da še nikoli nista videla mrtvega človeka. Prijatelji si začnejo ob tem zastavljati zapletena vprašanja o življenju po smrti, smrti in umiranju, na katere pa nimajo odgovora. Ko zvejo, da v njihovi bližini živi starec, ki naj bi kmalu umrl, se odločijo da ga bodo opazovali. Vsak dan po šoli ga opazujejo izza ograje in ga zasledujejo kadar zapusti dom. Niso pa pričakovali, da se bodo s tem starcem zbližali in spoprijateljili. Večino dnevov preživijo s starcem, ki ponovno dobi voljo in veselje do življenja. Fantom pripoveduje o svoji preteklosti, oni pa počasi začnejo odraščati, spoznavati sebe, druge in minljivost življenja.

## Zbirka
Knjiga je izšla  v Zbirki Z(o)renja pri založbi Miš.

## Ocene in nagrade
Avtorica je za to delo prejela številne nagrade: priznanje japonskega združenja pisateljev mladinskih ali otroških del (Nihon jidoubungakusha kyoukai shinjinshou), priznanje za najboljši prvenec (Jidoubungei shinjinshou), nagrado Batchelder in nagrado Boston Globe-Horn Book Award.

## Izdaje in prevodi
- Slovenski prevod romana iz leta 2009 (COBISS)